# Золотов, Леонид Сергеевич
Леонид Сергеевич Золотов (1 ноября 1941, Житомир — 22 февраля 2019, Москва) — советский и российский военачальник, генерал-полковник. Начальник Военной академии имени М. В. Фрунзе (1997—1999), начальник Общевойсковой академии Вооружённых Сил Российской Федерации (1999—2002).

## Биография
Родился 1 ноября 1941 года в городе Житомире, Украинская ССР.
Окончил Киевское танко-техническое училище в 1963 году, Военную академию бронетанковых войск имени Р. Я. Малиновского в 1974 году, Военную академию Генерального штаба Вооружённых Сил СССР в 1987 году.
Начал офицерскую службу в городе Солнечногорске в учебном танковом полку; был заместителем командира танковой дивизии, командиром мотострелковой дивизии в Южной группе войск (Венгрия). С 1982 по 1985 годы — командир 2-й гвардейской мотострелковой Таманской дивизии Московского военного округа. По окончании академии в 1987 году — первый заместитель командующего 36-й армии Забайкальского военного округа. С августа 1988 — командующий 8-й танковой армией в Прикарпатском военном округе, во время командования армией 30.10.1989 года Л. С. Золотову было присвоено воинское звание генерал-лейтенант. С мая 1990 по ноябрь 1996 года — начальник штаба — первый заместитель командующего войсками Московского военного округа.
С декабря 1996 — заместитель главного военного инспектора Российской Федерации, затем начальник Главного оперативного управления — первый заместитель начальника Генерального штаба Вооружённых Сил Российской Федерации. С августа 1997 — начальник Военной академии имени М. В. Фрунзе. С августа 1999 года — начальник Общевойсковой академии Вооруженных Сил Российской Федерации, созданной на базе Военной академии имени М. В. Фрунзе, путём её объединения с Военной академией бронетанковых войск имени Маршала Советского Союза Р. Я. Малиновского и 1-ми Высшими офицерскими курсами «Выстрел» имени Маршала Советского Союза Б. М. Шапошникова.
В октябре 2002 года уволен в отставку по достижении предельного возраста пребывания на военной службе. Жил в Москве. Скончался 22 февраля 2019 года. Похоронен на Троекуровском клабище.
Кандидат исторических наук, профессор.

## Награды
- Орден «За военные заслуги»;
- Орден «За личное мужество»;
- ордена «За службу Родине в Вооруженных Силах СССР» II и III степеней;
- Медали СССР;
- Медали РФ.